# Massimo Gerardi
Massimo Gerardi (* 1966 in Italien) ist ein italienischer Balletttänzer, Choreograph und Dozent für Ballett, Tanz und Choreografie.

## Leben

### Karriere als Tänzer
Gerardi absolvierte (ab 1980) eine professionelle Tanzausbildung, zunächst in Udine an der Tanzschule von Paola Galliussi Ceron, später dann in Reggio Emilia; mit einem Stipendium kam er zu der dort ansässigen renommierten italienischen Ballettkompagnie ATERballetto, wo unter anderem Olga Evreinoff, Mari Kajiwara, Bronwen Curry, Ronald Brown und Floris Alexander zu seinen Lehrern gehörten. Nach dem Abitur (1985) und dem Abschluss seiner Tanzausbildung hatte er als Balletttänzer zunächst Stückverträge beim Ballettensemble des Teatro Comunale in Bologna und bei der Ballettkompagnie der früheren Primaballerina Carla Fracci (1985–1986). 
Im Alter von 21 Jahren ging Gerardi nach Deutschland. Hier erhielt er als Balletttänzer zunächst ein Festengagement am Stadttheater Augsburg (1987–1989) als Ensemble-Tänzer mit Soloverpflichtung. Zwischen 1989 und 1991 hatte er als Tänzer Gastverträge am Teatro La Fenice in Venedig, beim ATERballetto und beim Balletto di Venezia, wo er unter anderen in Choreografien von Amedeo Amodio, Giuseppe Carbone, Birgit Cullberg und Jeffrey Cauley auftrat.
Als Solotänzer war Gerardi anschließend am Opernhaus Nürnberg (1992–1997), am Theater Dortmund (1998–1999) und am Landestheater Linz (1999–2000) engagiert. Beim Ballett Nürnberg arbeitete er mit den damaligen Ballettchefs und Chefchoreografen David Sutherland und Jean Renshaw (ab 1994); mit Renshaw arbeitete er später auch in Dortmund erneut zusammen. Er tanzte in diesen Jahren unter anderen in Choreografien von William Forsythe, Amanda Miller, David Bingham, Rui Horta, Antonio Gomes, Jenny Coogan, Rick Kam, Gregor Zöllig, Jacopo Godani, Mei Hong Li, Mark Dendy, Robert Poole und Martin Stiefermann.

### Karriere als Choreograf
Ab Ende der 1990er Jahre entwickelte er, in Zusammenarbeit mit Mitgliedern der Kompanien, in denen er tanzte, verschiedene eigene Choreografien, mit denen er Preise gewann, so 1998 bei der Florence Choreographic Competition in Florenz, 1999 beim Choreografen-Wettbewerb in Hannover und beim Choreografenwettbewerb in Treviso. 2000 erhielt er von der Kunststiftung NRW ein Stipendium für Choreografie mit Hospitanzen (2000–2001) beim Nederlands Dans Theater bei Hans van Manen, beim Icelandic Ballet (bei Jorma Uotinen), beim Göteborg Balletten (bei Jacopo Godani) und bei Richard Wherlock an der Komischen Oper Berlin.
Von 2001 bis 2005 war er am Staatstheater Oldenburg als Choreograf und Trainingsleiter für Ballett und Tanz engagiert; dort schuf er verschiedene eigene Choreografien und arbeitete als Assistent für Stücke der Choreografen Martin Stiefermann, Gregor Zöllig, Marianela Boan und Kevin O’Day. In den Jahren 2005 bis 2009 entwarf Gerardi eigene Choreografien, mit abendfüllenden Stücken und kürzeren Stücken, am Theater Kiel (2007, Tanzstück Dances for the Masses mit Musik von Depeche Mode), am Staatstheater Oldenburg, am Theater Vorpommern und in Frankreich am Théâtre de Saint-Quentin-en-Yvelines.
Gastchoreografien erarbeitete Gerardi 2010 am Odeon-Theater (Teatrul Odeon) in Bukarest, mit dem Tanzstück Depeche//Dance, und in der Spielzeit 2010/11 beim Ballett des Theaters Gießen; dort entwickelte er die Choreografie für das Tanzstück Puppentänze mit Musik von Léo Delibes.

## Lehrtätigkeit
Seit 2003 leitet er gemeinsam mit dem italienischen Choreografen Emanuele Soavi (* 1973) die Tanzsparte des freien Tanz- und Theaterkollektivs movingtheatre.de in Köln. 2006 (für die Choreografie Pop Eye) und 2009 (für die Choreografie Site specific) erhielt er den Kölner Tanztheaterpreis für seine Choreografien mit movingtheatre.de. Mit der Tanzkompagnie movingtheatre.de nahm er auch an verschiedenen Tanzfestivals teil: Bolzano Danza, Mittelfest in Cividale del Friuli, Festival Shakespeare in Mataró, Festival eXplore in Bukarest, Schrittmacher Festival Aachen, Tanzwoche Dresden, Festival Stummer Schrei in Stumm, Internationales Tanzfestival Kassel, Kindertanzfestival Kiel und Tanzfestival Karlsruhe.
Von 2009 bis 2011 war Gerardi Dozent für zeitgenössischen Tanz an der Hochschule für Musik und Tanz in Köln; er war auch Gastdozent an der Staatlichen Akademie für Choreografie in Bukarest und an der Staatlichen Akademie für Tanz in Arnheim. Seit September 2012 ist er Dozent für zeitgenössischen Tanz an der Palucca Hochschule für Tanz Dresden.